# Waaksens (Súdwest-Fryslân)
Pour les articles homonymes, voir Waaksens.
Waaksens est un village situé dans la commune néerlandaise de Súdwest-Fryslân, dans la province de la Frise. Son nom en néerlandais est Waaxens. Le 1er janvier 2009, le village comptait 88 habitants.